# My Worlds
My Worlds is het verzamelalbum van Justin Bieber dat in mei 2010 binnenkwam in de albumlijst. In Nederland bereikte het album de platinastatus terwijl het album niet hoger kwam dan "slechts" de 26e plaats, in tegenstelling tot zijn vorige album dat de negende plek haalde.

## Nummers
| Nr. | Titel                              | Schrijver(s)                                                                | Duur |
| --- | ---------------------------------- | --------------------------------------------------------------------------- | ---- |
| 1.  | Baby (featuring Ludacris)          | Justin Bieber, The-Dream, Tricky Stewart, Christina Milian                  | 3:36 |
| 2.  | Somebody to Love                   | J. Bieber, Heather Bright & The Stereotypes                                 | 3:42 |
| 3.  | Stuck In the Moment                | J. Bieber, The Stereotypes, Dan August Rigo                                 | 3:43 |
| 4.  | U Smile                            | J. Bieber, Jerry Duplessis, Arden Altino, D. Rigo                           | 3:17 |
| 5.  | Runaway Love                       | J. Bieber, Melvin Hough II, Rivelino Wouter, Timothy Thomas & Theron Thomas | 3:33 |
| 6.  | Never Let You Go                   | J. Bieber, Johnta Austin, Bryan-Michael Cox                                 | 4:26 |
| 7.  | "Overboard"                        | J. Bieber, Midi Mafia, Dapo Torimiro, Taurian Shropshire                    | 4:11 |
| 8.  | Eenie Meenie ((met Sean Kingston)) | J. Bieber, Carlos Battey, Steven Battey, Kisean Anderson                    | 3:23 |
| 9.  | Up                                 | J. Bieber, The Messengers                                                   | 3:55 |
| 10. | That Should Be Me"                 | J. Bieber, Luke Boyd, The Messengers                                        | 3:53 |

| Nr. | Titel                                                                           | Duur |
| --- | ------------------------------------------------------------------------------- | ---- |
| 11. | Kiss & Tell ((iTunes bonustrack))                                               | 3:29 |
| 12. | Where Are You Now ((Walmart and "My Worlds" Australian edition[26] bonustrack)) | 4:27 |

## Hitnoteringen

### NederlandseAlbum Top 100
| Hitnotering: 27-11-2010 t/m | Hitnotering: 27-11-2010 t/m | Hitnotering: 27-11-2010 t/m | Hitnotering: 27-11-2010 t/m | Hitnotering: 27-11-2010 t/m | Hitnotering: 27-11-2010 t/m | Hitnotering: 27-11-2010 t/m | Hitnotering: 27-11-2010 t/m | Hitnotering: 27-11-2010 t/m | Hitnotering: 27-11-2010 t/m | Hitnotering: 27-11-2010 t/m | Hitnotering: 27-11-2010 t/m | Hitnotering: 27-11-2010 t/m | Hitnotering: 27-11-2010 t/m | Hitnotering: 27-11-2010 t/m | Hitnotering: 27-11-2010 t/m | Hitnotering: 27-11-2010 t/m | Hitnotering: 27-11-2010 t/m | Hitnotering: 27-11-2010 t/m | Hitnotering: 27-11-2010 t/m |    |
| Week:                       | 1                           | 2                           | 3                           | 4                           | 5                           | 6                           | 7                           | 8                           | 9                           | 10                          | 11                          | 12                          | 13                          | 14                          | 15                          | 16                          | 17                          | 18                          | 19                          | 20 |
| --------------------------- | --------------------------- | --------------------------- | --------------------------- | --------------------------- | --------------------------- | --------------------------- | --------------------------- | --------------------------- | --------------------------- | --------------------------- | --------------------------- | --------------------------- | --------------------------- | --------------------------- | --------------------------- | --------------------------- | --------------------------- | --------------------------- | --------------------------- | -- |
| Positie:                    | 41                          | 26                          | 30                          | 36                          | 34                          | 40                          | 56                          | 44                          | 56                          | 57                          | 59                          | 46                          | 46                          | 53                          | 44                          | 57                          | 95                          | 57                          | 27                          | 17 |

## Singles

### Singles met hitnoteringen in Nederland/Vlaanderen
| Single met eventuele hitnotering(en) in de Nederlandse Top 40 | Datum van verschijnen | Datum van binnenkomst | Hoogste positie | Aantal weken | Opmerkingen                               |
| ------------------------------------------------------------- | --------------------- | --------------------- | --------------- | ------------ | ----------------------------------------- |
| Baby                                                          | 2010                  | 10-04-2010            | 23              | 6            | met Ludacris / #23 in Single Top 100      |
| Eenie meenie                                                  | 06-2010               | -                     |                 |              | met Sean Kingston / #95 in Single Top 100 |

| Single met hitnotering(en) in de Vlaamse Ultratop 50 | Datum van verschijnen | Datum van binnenkomst | Hoogste positie | Aantal weken | Opmerkingen       |
| ---------------------------------------------------- | --------------------- | --------------------- | --------------- | ------------ | ----------------- |
| Baby                                                 | 2010                  | 24-04-2010            | 12              | 15           | met Ludacris      |
| Eenie meenie                                         | 2010                  | 26-06-2010            | 47              | 3            | met Sean Kingston |
| Somebody to love                                     | 2010                  | 14-08-2010            | 43              | 2            |                   |
| U smile                                              | 01-11-2010            | 13-10-2010            | tip21           | -            |                   |